# Vilar do Monte (Macedo de Cavaleiros)
Vilar do Monte é uma povoação portuguesa do Município de Macedo de Cavaleiros que foi sede da extinta Freguesia de Vilar do Monte, freguesia que tinha 6,23 km² de área e 104 habitantes (2011), e, por isso, uma densidade populacional de 17 hab/km².
A Freguesia de Vilar do Monte foi extinta (agregada) pela reorganização administrativa de 2012/2013, tendo o seu território sido agregado ao da Freguesia de Castelãos para criar a nova União de Freguesias de Castelãos e Vilar do Monte.

## População
| População da freguesia de Vilar do Monte | População da freguesia de Vilar do Monte | População da freguesia de Vilar do Monte | População da freguesia de Vilar do Monte | População da freguesia de Vilar do Monte | População da freguesia de Vilar do Monte | População da freguesia de Vilar do Monte | População da freguesia de Vilar do Monte | População da freguesia de Vilar do Monte | População da freguesia de Vilar do Monte | População da freguesia de Vilar do Monte | População da freguesia de Vilar do Monte | População da freguesia de Vilar do Monte | População da freguesia de Vilar do Monte | População da freguesia de Vilar do Monte |
| ---------------------------------------- | ---------------------------------------- | ---------------------------------------- | ---------------------------------------- | ---------------------------------------- | ---------------------------------------- | ---------------------------------------- | ---------------------------------------- | ---------------------------------------- | ---------------------------------------- | ---------------------------------------- | ---------------------------------------- | ---------------------------------------- | ---------------------------------------- | ---------------------------------------- |
| 1864                                     | 1878                                     | 1890                                     | 1900                                     | 1911                                     | 1920                                     | 1930                                     | 1940                                     | 1950                                     | 1960                                     | 1970                                     | 1981                                     | 1991                                     | 2001                                     | 2011                                     |
| 268                                      | 269                                      |                                          | 180                                      | 272                                      | 214                                      | 235                                      | 264                                      | 266                                      | 289                                      | 222                                      | 229                                      | 158                                      | 142                                      | 104                                      |

## Património
- Igreja Paroquial de Vilar do Monte;
- Capela de São Miguel;
- Capela do Espírito Santo;
- Solar da Família Figueiredo;
- Povoado da Fraga dos Corvos.